# Grimmia arizonae
Grimmia arizonae là một loài Rêu trong họ Grimmiaceae. Loài này được Renauld & Cardot mô tả khoa học đầu tiên năm 1892.